# Kęstutis Macijauskas

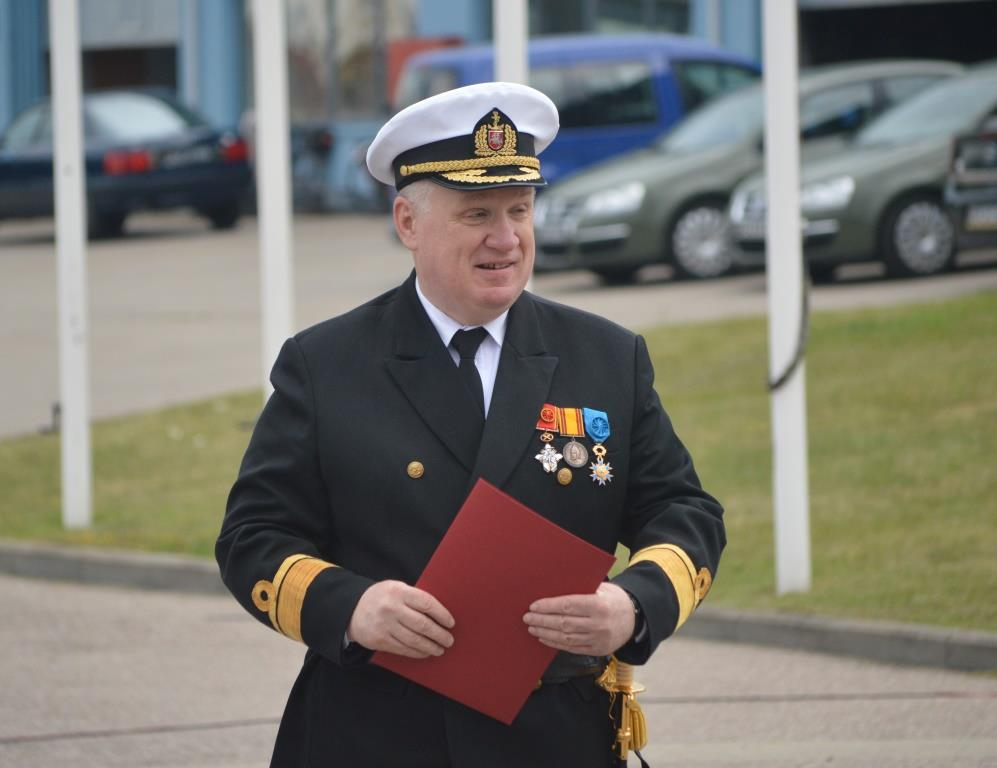
Kęstutis Macijauskas (2014)

Kęstutis Macijauskas (* 12. März 1961 in Dusetos) ist ein Flottillenadmiral a. D. der litauischen Seestreitkräfte und deren ehemaliger Kommandeur.

## Leben
Kęstutis Macijauskas wurde 1961 als Sohn eines Fischers in der litauischen Kleinstadt Dusetos geboren. Nachdem er sich, nach eigenen Angaben, bereits früh für die Marine interessiert hatte, absolvierte er, nach dem Abitur an der Mittelschule von Dusetos, bis 1984 ein Studium an der Fakultät für Kommunikationen der Akademie für Marinestreitkräfte in Kaliningrad.

### Militärische Laufbahn
Nach seiner Ausbildung in Kaliningrad war Kęstutis Macijauskas als Offizier in der U-Boot-Flotte der sowjetischen Marine tätig. Im Jahr 1992 kehrte er nach Litauen zurück und schloss sich dort der neu entstehenden Marine an. Wie bei vielen späteren Flaggoffizieren der baltischen Staaten folgten auch bei ihm Studienaufenthalte und Lehrgänge im westlichen Ausland. So besuchte er von 1994 bis 1995 das Naval Staff College des Naval War College der US Navy und 2004 das NATO Defense College in Rom.
Seit 1997 war Macijauskas Befehlshaber des See- und Küstenwachdienst, als er am 28. April 1999 auf Beschluss des Verteidigungsministers, in der Nachfolge von Raimundas Saulius Baltuška, Befehlshaber der litauischen Seestreitkräfte wurde. Am 22. Februar 2000 wurde ihm durch das präsidiale Dekret Nr. 781 der Rang des Kapitäns zur See verliehen, seit dem 16. Februar 2005 hatte er den Rang eines Flottillenadmirals inne.
In den Jahren 2008 bis 2010 war Kęstutis Macijauskas als Generalstabschef im litauischen Verteidigungsministerium tätig. Im Anschluss daran kehrte er auf den Posten des Befehlshabers der Seestreitkräfte zurück, den zwischenzeitlich Olegas Marinicius übernommen hatte. Nach weiteren fünf Jahren in diesem Amt wurde er 2015 von Arūnas Mockus abgelöst. Anschließend war er als Vertreter Litauens beim Supreme Headquarters Allied Powers Europe tätig, bis er im März 2019 in die Reserve verabschiedet wurde.

### Privates
Der Admiral ist verheiratet und hat zwei Söhne. Zu seinen Hobbys gehören Jagen und Reisen – außerdem ist er geschichtsinteressiert.